# Petter Severeide
Petter Jacobsen Severeide (Oslo, 11 aprile 1983) è un ex giocatore di calcio a 5 ed ex calciatore norvegese, intermedio del Kongsvinger e centrocampista del Fu/Vo.

## Carriera

### Calcio a 5
Severeide gioca con la maglia del Kongsvinger. Dal 2010 al 2015, la squadra ha giocato nella Futsal Eliteserie, retrocedendo al termine di quest'ultimo campionato.

### Calcio

#### Club
Ha cominciato la carriera con la maglia del Kongsvinger, compagine all'epoca militante in 2. divisjon. Ha esordito in squadra il 12 maggio 2002, schierato titolare nella vittoria per 0-2 sul campo del Grindvoll. Il 29 maggio 2003 ha segnato la prima rete, nel successo esterno per 0-2 sull'Ullensaker/Kisa.
L'anno successivo è passato al Vard Haugesund. Successivamente, sempre nello stesso anno, si è trasferito al Kopervik. Dal 2006 al 2010 è stato in forza al Nest-Sotra. Nell'estate del 2010, ha firmato per l'Ullensaker/Kisa. Con questa casacca, ha contribuito alla promozione in 1. divisjon arrivata al termine del campionato 2011.
Il 9 aprile 2012 ha avuto così l'opportunità di esordire in questa divisione, sostituendo Daniel Moen Hansen nella vittoria interna per 2-0 sul Notodden. Nel mese di agosto dello stesso anno, si è trasferito al Drøbak/Frogn.
Nel 2013, Severeide è stato tesserato dal Frigg, che al termine dell'annata è retrocesso in 3. divisjon. Dal 2014 è in forza al Fu/Vo. In vista della stagione 2017, è passato al Grei.

#### Nazionale
Severeide ha rappresentato la Norvegia a livello Under-17.

## Statistiche

### Presenze e reti nei club (calcio a 5)
Statistiche aggiornate al 12 maggio 2016.
| Stagione           | Club               | Campionato         | Campionato | Campionato | Coppe nazionali | Coppe nazionali | Coppe nazionali | Coppe continentali | Coppe continentali | Coppe continentali | Supercoppe | Supercoppe | Supercoppe | Totale | Totale |
| Stagione           | Club               | Comp               | Pres       | Reti       | Comp            | Pres            | Reti            | Comp               | Pres               | Reti               | Comp       | Pres       | Reti       | Pres   | Reti   |
| ------------------ | ------------------ | ------------------ | ---------- | ---------- | --------------- | --------------- | --------------- | ------------------ | ------------------ | ------------------ | ---------- | ---------- | ---------- | ------ | ------ |
| 2010-2011          | Kongsvinger        | ES                 | ?          | ?          | -               | -               | -               | -                  | -                  | -                  | -          | -          | -          | ?      | ?      |
| 2011-2012          | Kongsvinger        | ES                 | ?          | ?          | -               | -               | -               | -                  | -                  | -                  | -          | -          | -          | ?      | ?      |
| 2012-2013          | Kongsvinger        | ES                 | ?          | ?          | -               | -               | -               | -                  | -                  | -                  | -          | -          | -          | ?      | ?      |
| 2013-2014          | Kongsvinger        | ES                 | ?          | ?          | -               | -               | -               | -                  | -                  | -                  | -          | -          | -          | ?      | ?      |
| 2014-2015          | Kongsvinger        | ES                 | ?          | ?          | -               | -               | -               | -                  | -                  | -                  | -          | -          | -          | ?      | ?      |
| 2015-2016          | Kongsvinger        | 1D                 | ?          | ?          | -               | -               | -               | -                  | -                  | -                  | -          | -          | -          | ?      | ?      |
| Totale Kongsvinger | Totale Kongsvinger | Totale Kongsvinger | ?          | ?          |                 | -               | -               |                    | -                  | -                  |            | -          | -          | ?      | ?      |
| Totale             | Totale             | Totale             | ?          | ?          |                 | -               | -               |                    | -                  | -                  |            | -          | -          | ?      | ?      |

## Statistiche

### Presenze e reti nei club
Statistiche aggiornate al 28 ottobre 2022.
| Stagione               | Club                   | Campionato             | Campionato | Campionato | Coppe nazionali | Coppe nazionali | Coppe nazionali | Coppe continentali | Coppe continentali | Coppe continentali | Supercoppe | Supercoppe | Supercoppe | Totale | Totale |
| Stagione               | Club                   | Comp                   | Pres       | Reti       | Comp            | Pres            | Reti            | Comp               | Pres               | Reti               | Comp       | Pres       | Reti       | Pres   | Reti   |
| ---------------------- | ---------------------- | ---------------------- | ---------- | ---------- | --------------- | --------------- | --------------- | ------------------ | ------------------ | ------------------ | ---------- | ---------- | ---------- | ------ | ------ |
| 2002                   | Kongsvinger            | 2D                     | 10         | 0          | CN              | 2               | 0               | -                  | -                  | -                  | -          | -          | -          | 12     | 0      |
| 2003                   | Kongsvinger            | 2D                     | 7          | 1          | CN              | 1               | 0               | -                  | -                  | -                  | -          | -          | -          | 8      | 1      |
| Totale Kongsvinger     | Totale Kongsvinger     | Totale Kongsvinger     | 17         | 1          |                 | 3               | 0               |                    | -                  | -                  |            | -          | -          | 20     | 1      |
| gen.-ago. 2004         | Vard Haugesund         | 1D                     | 0          | 0          | CN              | ?               | ?               | -                  | -                  | -                  | -          | -          | -          | ?      | ?      |
| ago.-dic. 2004         | Kopervik               | 3D                     | ?          | ?          | CN              | ?               | ?               | -                  | -                  | -                  | -          | -          | -          | ?      | ?      |
| 2006                   | Nest-Sotra             | 3D                     | ?          | ?          | CN              | ?               | ?               | -                  | -                  | -                  | -          | -          | -          | ?      | ?      |
| 2007                   | Nest-Sotra             | 3D                     | ?          | ?          | CN              | ?               | ?               | -                  | -                  | -                  | -          | -          | -          | ?      | ?      |
| 2008                   | Nest-Sotra             | 2D                     | ?          | ?          | CN              | ?               | ?               | -                  | -                  | -                  | -          | -          | -          | ?      | ?      |
| 2009                   | Nest-Sotra             | 2D                     | ?          | ?          | CN              | ?               | ?               | -                  | -                  | -                  | -          | -          | -          | ?      | ?      |
| gen.-ago. 2010         | Nest-Sotra             | 2D                     | ?          | ?          | CN              | ?               | ?               | -                  | -                  | -                  | -          | -          | -          | ?      | ?      |
| Totale Nest-Sotra      | Totale Nest-Sotra      | Totale Nest-Sotra      | ?          | ?          |                 | ?               | ?               |                    | -                  | -                  |            | -          | -          | ?      | ?      |
| ago.-dic. 2010         | Ullensaker/Kisa        | 2D                     | ?          | ?          | CN              | -               | -               | -                  | -                  | -                  | -          | -          | -          | ?      | ?      |
| 2011                   | Ullensaker/Kisa        | 2D                     | ?          | ?          | CN              | ?               | ?               | -                  | -                  | -                  | -          | -          | -          | ?      | ?      |
| gen.-ago. 2012         | Ullensaker/Kisa        | 1D                     | 8          | 0          | CN              | 3               | 0               | -                  | -                  | -                  | -          | -          | -          | 11     | 0      |
| Totale Ullensaker/Kisa | Totale Ullensaker/Kisa | Totale Ullensaker/Kisa | 8+         | 0+         |                 | 3+              | 0+              |                    | -                  | -                  |            | -          | -          | 11+    | 0+     |
| ago.-dic. 2012         | Drøbak/Frogn           | 3D                     | 8          | 6          | CN              | -               | -               | -                  | -                  | -                  | -          | -          | -          | 8      | 6      |
| 2013                   | Frigg                  | 2D                     | 19         | 4          | CN              | 1               | 0               | -                  | -                  | -                  | -          | -          | -          | 20     | 4      |
| 2014                   | Fu/Vo                  | 3D                     | 19         | 2          | CN              | 1               | 0               | -                  | -                  | -                  | -          | -          | -          | 20     | 2      |
| 2015                   | Fu/Vo                  | 3D                     | 19         | 5          | CN              | 3               | 0               | -                  | -                  | -                  | -          | -          | -          | 22     | 5      |
| 2016                   | Fu/Vo                  | 3D                     | 10         | 1          | CN              | 0               | 0               | -                  | -                  | -                  | -          | -          | -          | 10     | 1      |
| Totale Fu/Vo           | Totale Fu/Vo           | Totale Fu/Vo           | 48         | 8          |                 | 4               | 0               |                    | -                  | -                  |            | -          | -          | 52     | 8      |
| 2017                   | Grei                   | 4D                     | ?          | ?          | CN              | ?               | ?               | -                  | -                  | -                  | -          | -          | -          | ?      | ?      |
| 2018                   | Grei                   | 3D                     | ?          | ?          | CN              | ?               | ?               | -                  | -                  | -                  | -          | -          | -          | ?      | ?      |
| Totale Grei            | Totale Grei            | Totale Grei            | ?          | ?          |                 | ?               | ?               |                    | -                  | -                  |            | -          | -          | ?      | ?      |
| Totale                 | Totale                 | Totale                 | 100+       | 19+        |                 | 12+             | 0+              |                    | -                  | -                  |            | -          | -          | 112+   | 19+    |